# Municipio de Belle Creek
El municipio de Belle Creek (en inglés: Belle Creek Township) es un municipio ubicado en el condado de Goodhue en el estado estadounidense de Minnesota. En el año 2010 tenía una población de 501 habitantes y una densidad poblacional de 5,44 personas por km².

## Geografía
El municipio de Belle Creek se encuentra ubicado en las coordenadas 44°24′22″N 92°42′58″O / 44.40611, -92.71611. Según la Oficina del Censo de los Estados Unidos, el municipio tiene una superficie total de 92.06 km², de la cual 92 km² corresponden a tierra firme y (0,06 %) 0,06 km² es agua.

## Demografía
Según el censo de 2010, había 501 personas residiendo en el municipio de Belle Creek. La densidad de población era de 5,44 hab./km². De los 501 habitantes, el municipio de Belle Creek estaba compuesto por el 95,41 % blancos, el 0,2 % eran amerindios, el 0,2 % eran asiáticos, el 0,8 % eran isleños del Pacífico, el 2,4 % eran de otras razas y el 1 % eran de una mezcla de razas. Del total de la población el 3,99 % eran hispanos o latinos de cualquier raza.